# Boykot
En boykot (efter kaptajn Charles Boycott (1832-1897, Irland) er et fravalg af handel med en bestemt person, virksomhed eller et helt land. Deltagerne i boykotten mener, at den pågældende person eller virksomhed opfører sig umoralsk eller uhæderligt.
Ordet boykot bruges også om at indstille et samarbejde eller ikke tillade adgang f.eks. i politik eller kommunikation.